# Nätra församling
Nätra församling är en församling inom Svenska kyrkan i Örnsköldsviks kontrakt av Härnösands stift i Ångermanland, Örnsköldsviks kommun, Västernorrlands län. Församlingen ingår i Örnsköldsviks södra pastorat.
Församlingskyrka är Nätra kyrka och ligger i Bjästa tätort, invid Nätraån. Till församlingen hör även Brukskyrkan som ligger i tätorten Köpmanholmen samt Ulvö kyrka i fiskeläget Ulvöhamn på Norra Ulvön.

## Administrativ historik
Församlingen har medeltida ursprung. Under 1300-talet utbröts Sidensjö församling. 
Församlingen var 1500-talet moderförsamling i pastoratet Nätra och Sidensjö för att därefter till 1999 utgöra ett eget pastorat. Församlingen var mellan 1999 och 2022 moderförsamling i pastoratet Nätra och Sidensjö. Församlingen uppgick 1 januari 2022 i Örnsköldsviks södra pastorat.

## Kyrkoherdar
| 1374      | Torstanus              |            |  |
| 1480      | Olof Hansson           |            |  |
| 1528–1542 | Anders                 |            |  |
| 1542–1547 | Jon Buller             |            |  |
| 1551–1555 | Håkan                  |            |  |
| 1566–1613 | Jonas Olai             |            |  |
| 1615–1621 | Ericus Jonae           |            |  |
| 1623–1644 | Jonas Olai Bölenius    | 1571–1644  |  |
| 1646–1692 | Olaus Jonae Hosselius  | 1604–1692  |  |
| 1694–1705 | Olof Segerici Svanberg | 1644-1722  |  |
| 1705–1713 | Petrus Joh. Hernodius  | 1663–1713  |  |
| 1714–1723 | Johan Norlander        | 1669–1723  |  |
| 1725–1735 | Daniel Björnsson Bodin | 1678?-1735 |  |
| 1737–1765 | Johan Tollsten         | 1693–1765  |  |
| 1766–1785 | Erik Widgren           | 1706–1785  |  |
| 1786–1806 | Aestan Harlin          | 1735–1806  |  |
| 1807      | Carl Stridsberg        |            |  |
| 1810–1815 | Anders Lundström       | 1752–1815  |  |
| 1817–1844 | Jonas Nordén           | 1766–1844  |  |
| 1845–1867 | Anders Borgström       | 1784–1867  |  |
| 1869–1877 | Per Erik Amnéus        | 1810–1877  |  |
| 1880–1907 | Johan Olof Huss        | 1816–1907  |  |
| 1908–1937 | Gustaf Hörnström       | 1859-1944  |  |
| 1938-1951 | Paul Silén             | 1880-1975  |  |
| 1951-1972 | Erling Lundkvist       | 1907-1974  |  |
| 1972-1981 | Gunnar Ågerstrand      | 1932-2021  |  |
| 1981-2007 | Åke Norén              | 1942-      |  |
| 2009-2018 | Janet Eriksson         | 1959-      |  |
| 2019-2022 | Lindha Grimell         | 1978-      |  |